# Жаботинский, Эри
Эри Жаботинский (ивр. ערי ז'בוטינסקי‎; Эри-Тодрос, или Теодор (в честь Герцля) Владимирович Жаботинский; 26 декабря 1910, Одесса — 6 июня 1969, Израиль) — израильский политический деятель, участник сионистского движения, сын Владимира (Зеэва) Жаботинского.

## Биография
Родился 13 декабря (по старому стилю) 1910 года в Одессе, в семье известного политического деятеля Владимира  (Зеева) Жаботинского и Анны (Иоанны) Марковны Гальпериной. Участник молодёжного движения «Бейтар». В 1919 году с родителями совершил алию в Эрец-Исраэль, но в 1920 году семья уехала во Францию. Учился в Париже, получил степень инженера. С 1933 по 1935 год работал инженером на авиастроительном заводе. В 1935 году вернулся и работал инженером на электростанции «Нахараим» (основана в 1930 году Петром Рутенбергом) в Иорданской долине.
Член молодёжного движения Бейтар, в 1938 году стал членом руководства движения. Способствовал «Алие Бет» в Эрец-Исраэль и был арестован мандатными британскими властями в 1940 году. После освобождения уехал в США. Вместе с Гиллелем Куком, Арье Бен-Элиезером, Шмуэлем Мерлиным и Ицхаком Бен-Ами учредил «Чрезвычайный комитет по спасению Европейского еврейства». После возвращения снова был арестован и выслан в 1944 году.
В 1948 году, после провозглашения Государства Израиль, вернулся в Израиль и был избран на первых в истории страны выборах в Кнессет в 1951 году по списку партии Херут. 20 мая 1951 года вышел из партии и работал как независимый депутат. Участник общественного движения за права маронитов и других конфессиональных меньшинств в арабском мире.
После парламентской деятельности занимался преподавательской деятельностью, читал лекции по физике в Университете Технион с 1955 по 1969 год. В 1957 году стал доктором математики, защитив степень в Еврейском университете в Иерусалиме.
Эри Жаботинский — автор книг по математике (1955, 1958, 1968), воспоминаний об отце «Мой отец Зеэв Жаботинский» (опубликованы посмертно в 1980 г., на иврите).
Сын Эри Жаботинского, Зеэв (в честь деда) Жаботинский, — предприниматель, а в прошлом офицер ВВС, боевой пилот, один из лучших лётчиков Израиля.